# Mudya, Maddur
Mudya là một làng thuộc tehsil Maddur, huyện Mandya, bang Karnataka, Ấn Độ.